# Fé Bahá'í no Botswana
A Fé Bahá'í no Botswana tem início em 1954 com o casal canadense John e Audrey Robarts, que levam a religião para o então Protetorado da Bechuanalândia e convertem James e Stella Moncho, os primeiros bahá'ís locais. Em 1970, a Assembleia Espiritual Nacional Bahá'í do Botswana é fundada.
A Association of Religion Data Archives estima que em 2005 existiam 16.000 bahá'ís no Botswana. O número de fiéis tem aumentado em parte devido à imigração de iranianos para o país, que atuam em negócios.